# 藻膽蛋白
藻膽蛋白是一種水溶性蛋白質，主要存在於藍菌及某些種類的藻類（包括有红藻、隱藻、灰色藻和少数一些甲藻）中，用以捕獲光能量，然後傳遞與葉綠素進行光合作用。藻膽蛋白是由多種蛋白質組合而成的複合物，並與作為發色團（光攝取的部分）的捕光色素以共價鍵結合。上述各項均為藻膽體的重要組成部份。
在一些藻类中藻胆蛋白也可以作为储藏蛋白 ,以使藻类在氮源缺乏的季节得以生存。

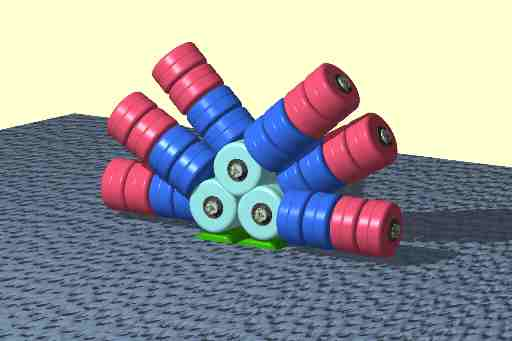
藻胆体结构

## 分類
已知的藻膽蛋白主要可以分為以下４大類：
- 藻藍蛋白（Phycocyanin，PC）
- 藻红蛋白（Phycoerythrin，PE）
- 藻红藍蛋白（Phycoerythrocyanin，PEC）
- 别藻藍蛋白（Allophycocyanin，APC）